# Fußball-Weltmeisterschaft 1982/Peru
|-Dieser Artikel behandelt die peruanische Fußballnationalmannschaft bei der Fußball-Weltmeisterschaft 1982.

## Qualifikation
| Kolumbien | - | Peru      | 1:1 | Herrera 65' / La Rosa 86'              |
| Peru      | - | Kolumbien | 2:0 | Barbadillo 5', Uribe 70'               |
| Uruguay   | - | Peru      | 1:2 | Victorino 65' / La Rosa 40', Uribe 47' |
| Peru      | - | Uruguay   | 0:0 |                                        |

## Peruanisches Aufgebot
| Nr.        | Name                 | Verein vor WM-Beginn      | Geburtstag | Spiele   | Tore     | Gelbe Karte | Rote Karte |
| Torhüter   | Torhüter             | Torhüter                  | Torhüter   | Torhüter | Torhüter | Torhüter    | Torhüter   |
| ---------- | -------------------- | ------------------------- | ---------- | -------- | -------- | ----------- | ---------- |
| 1          | Eusebio Acasuzo      | Universitario de Deportes | 08.04.1952 | 0        | 0        | 0           | 0          |
| 12         | José Gonzáles Ganoza | Alianza Lima              | 10.07.1954 | 0        | 0        | 0           | 0          |
| 21         | Ramón Quiroga        | Sporting Cristal          | 23.07.1950 | 3        | 0        | 0           | 0          |
| Abwehr     |                      |                           |            |          |          |             |            |
| 2          | Jaime Duarte         | Alianza Lima              | 27.02.1955 | 3        | 0        | 1           | 0          |
| 3          | Salvador Salguero    | Alianza Lima              | 10.08.1951 | 3        | 0        | 0           | 0          |
| 4          | Hugo Gastulo         | Universitario de Deportes | 09.01.1958 | 0        | 0        | 0           | 0          |
| 13         | Óscar Arizaga        | Atletico Chalaco          | 20.08.1957 | 0        | 0        | 0           | 0          |
| 14         | Miguel Gutiérrez     | Sporting Cristal          | 19.11.1956 | 0        | 0        | 0           | 0          |
| 15         | Rubén Toribio Díaz   | Sporting Cristal          | 17.04.1952 | 3        | 1        | 0           | 0          |
| 16         | Jorge Olaechea       | Alianza Lima              | 27.08.1956 | 3        | 0        | 1           | 0          |
| Mittelfeld |                      |                           |            |          |          |             |            |
| 5          | Germán Leguía        | Universitario de Deportes | 02.01.1954 | 3        | 0        | 0           | 0          |
| 6          | José Velásquez       | Santa Fe CD               | 04.06.1952 | 3        | 0        | 1           | 0          |
| 8          | César Cueto          | Atlético Nacional         | 16.06.1952 | 3        | 0        | 0           | 0          |
| 9          | Julio César Uribe    | Sporting Cristal          | 09.05.1958 | 3        | 0        | 0           | 0          |
| 10         | Teófilo Cubillas     | Fort Lauderdale Strikers  | 08.03.1949 | 3        | 0        | 0           | 0          |
| 18         | Eduardo Malásquez    | Deportivo Municipal       | 13.10.1957 | 0        | 0        | 0           | 0          |
| 22         | Luis Reyna           | Sporting Cristal          | 16.05.1959 | 0        | 0        | 0           | 0          |
| Angriff    |                      |                           |            |          |          |             |            |
| 7          | Gerónimo Barbadillo  | UANL Tigres               | 24.09.1952 | 3        | 0        | 0           | 0          |
| 11         | Juan Carlos Oblitas  | RFC Seraing               | 16.12.1951 | 3        | 0        | 0           | 0          |
| 17         | Franco Navarro       | Deportivo Municipal       | 10.11.1961 | 0        | 0        | 0           | 0          |
| 20         | Percy Rojas          | RFC Seraing               | 16.09.1949 | 0        | 0        | 0           | 0          |
| 19         | Guillermo La Rosa    | Atlético Nacional         | 06.06.1952 | 3        | 1        | 0           | 0          |
| Trainer    |                      |                           |            |          |          |             |            |
|            | Tim                  |                           | 20.02.1915 |          |          |             |            |

## Spiele der peruanischen Mannschaft

### Erste Runde
| Pl. | Land    | Sp. | S | U | N | Tore    | Diff. | Punkte |
| --- | ------- | --- | - | - | - | ------- | ----- | ------ |
| 1.  | Polen   | 3   | 1 | 2 | 0 | 005:100 | +4    | 04:20  |
| 2.  | Italien | 3   | 0 | 3 | 0 | 002:200 | ±0    | 03:30  |
| 3.  | Kamerun | 3   | 0 | 3 | 0 | 001:100 | ±0    | 03:30  |
| 4.  | Peru    | 3   | 0 | 2 | 1 | 002:600 | −4    | 02:40  |

- Peru –  Kamerun 0:0 (0:0)

Stadion: Estadio Riazor (A Coruña)
Zuschauer: 11.000
Schiedsrichter: Wöhrer (Österreich)
Tore: keine
- Italien –  Peru 1:1 (1:0)

Stadion: Estadio Balaídos (Vigo)
Zuschauer: 25.000
Schiedsrichter: Eschweiler (Deutschland)
Tore: 1:0 Conti (18.), 1:1 Díaz (83.)
- Polen –  Peru 5:1 (0:0)

Peru
Stadion: Estadio Riazor (A Coruña)
Zuschauer: 25.000
Schiedsrichter: Rubio Vázquez (Mexiko)
Tore: 1:0 Smolarek (55.), 2:0 Lato (58.), 3:0 Boniek (61.), 4:0 Buncol (68.), 5:0 Ciołek (76.), 5:1 La Rosa (83.)
Von den sechs Spielen der Gruppe 1 endeten fünf Remis. Nur Polen (mit Lato) konnte Peru mit 5:1 besiegen. Für die WM-Dritten von 1974 bedeutete dies den Gruppensieg, während Italien dank des besseren Torverhältnisses (2:2) Zweiter vor dem überraschend starken Team von Kamerun (1:1) wurde. Italien kam somit ohne einen Sieg in die zweite Runde.